# Seguapallene echinata
Seguapallene echinata är en havsspindelart som först beskrevs av Calman, W.T., och fick sitt nu gällande namn av  1938. Seguapallene echinata ingår i släktet Seguapallene och familjen Callipallenidae. Inga underarter finns listade i Catalogue of Life.